# Malformação arteriovenosa cerebral
Uma malformação arteriovenosa cerebral (MAV cerebral, e em inglês cerebral arteriovenous malformation, CAVM, cAVM, ou BAVM) é uma conexão anormal entre as artérias e as veias do cérebro - especificamente, uma malformação arteriovenosa no cérebro.

## Sinais e sintomas
Os problemas mais frequentemente observados relacionados a uma malformação arteriovenosa (MAV) cerebral são dores de cabeça e convulsões, afecções dos nervos cranianos, incluindo nervo comprimido e paralisia, dores nas costas, dores no pescoço e náusea devido ao sangue coagulado que desceu para ser dissolvido no líquido cefalorraquidiano. Talvez 15% da população no momento da detecção seja assintomática. Outros sintomas comuns são um ruído pulsante na cabeça, fraqueza progressiva, dormência e alterações na visão, bem como dor debilitante e excruciante.
Em casos graves, os vasos sanguíneos se rompem e causam sangramento dentro do cérebro (hemorragia intracraniana). Em mais da metade dos pacientes com MAV, esse é o primeiro sintoma. Os sintomas decorrentes do sangramento incluem perda de consciência, dor de cabeça súbita e intensa, náusea, vômito, incontinência e visão embaçada, entre outros. As deficiências causadas por danos locais ao tecido cerebral no local do sangramento também são possíveis, incluindo convulsão, fraqueza unilateral (hemiparesia), perda da sensação de toque em um lado do corpo e déficits no processamento da linguagem (afasia). As MAVs rompidas são responsáveis por mortalidade e morbidade consideráveis.
As MAVs em determinados locais críticos podem interromper a circulação do líquido cefalorraquidiano, fazendo com que ele se acumule dentro do crânio e dando origem a uma condição clínica chamada hidrocefalia. Pode ocorrer rigidez no pescoço como resultado do aumento da pressão dentro do crânio e da irritação das meninges.

## Fisiopatologia
Uma MAV cerebral é uma anastomose (conexão) anormal entre as artérias e as veias do cérebro humano e é mais comumente de origem pré-natal. Em um cérebro normal, o sangue enriquecido com oxigênio do coração viaja em sequência através de vasos sanguíneos menores, indo das artérias para as arteríolas e depois para os capilares. O oxigênio é removido nos capilares para ser usado pelo cérebro. Depois que o oxigênio é removido, o sangue chega às vênulas e, posteriormente, às veias, que o levarão de volta ao coração e aos pulmões. Uma MAV cerebral faz com que o sangue viaje das artérias para as veias por meio de conexões anormais, interrompendo a circulação normal.

## Diagnóstico

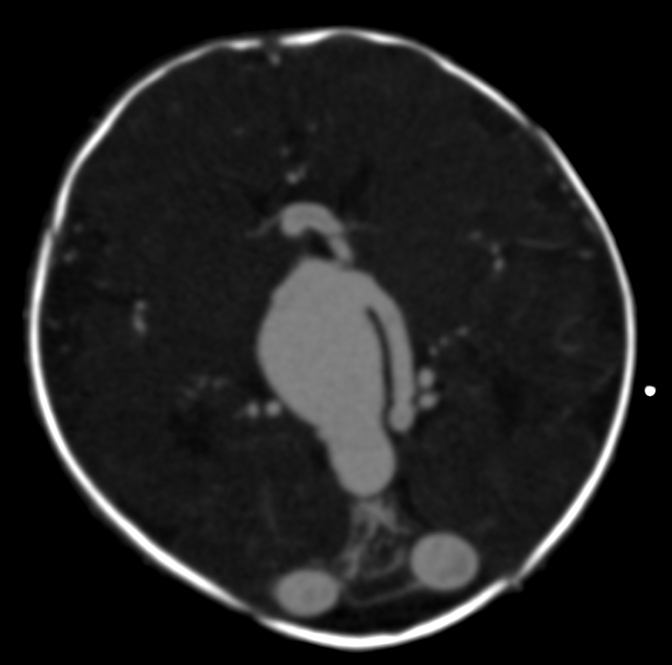
Imagem axial de angiografia por tomografia computadorizada mostrando comunicação arteriovenosa na malformação da veia de Galeno

O diagnóstico de uma MAV cerebral é estabelecido por estudos de neuroimagem após um exame neurológico e físico completo. Três técnicas principais são usadas para visualizar o cérebro e procurar uma MAV: tomografia computadorizada (TC), ressonância magnética (RM) e angiografia cerebral. A TC da cabeça geralmente é realizada primeiro quando o indivíduo apresenta sintomas. Ela pode sugerir o local aproximado do sangramento. A RM é mais sensível do que a TC no diagnóstico e fornece melhores informações sobre a localização exata da malformação. Imagens mais detalhadas do emaranhado de vasos sanguíneos que compõem uma MAV podem ser obtidas com o uso de agentes radioativos injetados na corrente sanguínea. Se uma TC for usada no angiograma de conjunção, ela será chamada de angiografia por tomografia computadorizada; se for usada a RM, será chamada de angiografia por ressonância magnética. As melhores imagens de uma MAV cerebral são obtidas por meio da angiografia cerebral. Esse procedimento envolve o uso de um cateter, enfiado em uma artéria até a cabeça, para aplicar um agente de contraste na MAV. À medida que o agente de contraste flui pela estrutura da MAV, é obtida uma sequência de imagens de raios X.

## Classificação
Um método comum de classificação das MAVs cerebrais é a escala Spetzler-Martin (SM). Esse sistema foi projetado para avaliar o risco de déficit neurológico do paciente após a ressecção cirúrgica aberta (morbidade cirúrgica), com base nas características da própria MAV. Com base nesse sistema, as MAVs podem ser classificadas em graus de 1 a 5. Esse sistema não foi planejado para caracterizar o risco de hemorragia.
| Tamanho da MAV | Córtex eloquente adjacente | Veias drenantes        |
| -------------- | -------------------------- | ---------------------- |
| < 3 cm = 1     | Não-eloquente = 0          | Apenas superficial = 0 |
| 3 – 6 cm = 2   | Eloquente* = 1             | Veias profundas = 1    |
| > 6 cm = 3     |                            |                        |

"Eloquente" é definido como áreas do cérebro que, se removidas, resultarão em perda do processamento sensorial ou da capacidade linguística, paralisia leve ou paralisia. Essas áreas incluem os gânglios basais, córtices de linguagem, regiões sensório-motoras e tratos de substância branca. É importante ressaltar que as áreas eloquentes são frequentemente definidas de forma diferente entre os estudos, onde núcleos cerebelares profundos, pedúnculos cerebrais, tálamo, hipotálamo, cápsula interna, tronco cerebral e córtex visual podem ser incluídos.
O risco de déficit neurológico pós-cirúrgico (dificuldade de linguagem, fraqueza motora, perda de visão) aumenta com o aumento do grau da escala de Spetzler-Martin.

### Escala de Spetzler-Martin suplementado (SM-supp, Lawton-Young)
Uma limitação da escala de Spetzler-Martin é que ele não inclui os seguintes fatores: idade do paciente, hemorragia, difusão do nidus e suprimento arterial. Em 2010, um novo sistema suplementado de Spetzler-Martin (SM-supp, Lawton-Young) foi desenvolvido, acrescentando essas variáveis ao sistema SM. De acordo com esse novo sistema, as MAVs são classificadas de 1 a 10 graus. Desde então, foi determinado que ele tem maior precisão preditiva do que os graus do SM isoladamente.
| Variável                 | Escala Spetzler-Martin | Escala Spetzler-Martin | Escala suplementar | Escala suplementar |
| Variável                 | Definição              | Pontos                 | Definição          | Pontos             |
| ------------------------ | ---------------------- | ---------------------- | ------------------ | ------------------ |
| Tamanho da MAV           | < 3 cm                 | 1                      |                    |                    |
| Tamanho da MAV           | 3 – 6 cm               | 2                      |                    |                    |
| Tamanho da MAV           | > 6 cm                 | 3                      |                    |                    |
| Drenagem venosa profunda | Não                    | 0                      |                    |                    |
|                          | Sim                    | 1                      |                    |                    |
| Eloquência               | Não                    | 0                      |                    |                    |
|                          | Sim                    | 1                      |                    |                    |
| Subtotal do grau SM      |                        | (1 - 5)                |                    |                    |
| Idade                    |                        |                        | < 20 anos          | 1                  |
| Idade                    |                        |                        | 20 – 40 anos       | 2                  |
| Idade                    |                        |                        | > 40 anos          | 3                  |
| Apresentação sem ruptura |                        |                        | Não                | 0                  |
| Apresentação sem ruptura |                        |                        | Sim                | 1                  |
| Difuso                   |                        |                        | Não                | 0                  |
| Difuso                   |                        |                        | Sim                | 1                  |
| Subtotal do grau SM-Supp |                        |                        |                    | (1 – 5)            |
| SM-Supp Total            |                        |                        |                    | (1 – 10)           |

## Tratamento
O tratamento depende da localização e do tamanho da MAV e do fato de haver ou não sangramento.
No caso de sangramento súbito, o tratamento se concentra na restauração da função vital.

### Medicamentos
Medicamentos anticonvulsivos, como a fenitoína, são frequentemente usados para controlar as convulsões; medicamentos ou procedimentos podem ser empregados para aliviar a pressão intracraniana. Eventualmente, pode ser necessário um tratamento curativo para evitar hemorragias recorrentes. No entanto, qualquer tipo de intervenção também pode acarretar o risco de criar um déficit neurológico.

### Cirúrgico
A eliminação cirúrgica dos vasos sanguíneos envolvidos é o tratamento curativo preferido para muitos tipos de MAV. A cirurgia é realizada por um neurocirurgião que remove temporariamente parte do crânio (craniotomia), separa a MAV do tecido cerebral circundante e resseca os vasos anormais. Embora a cirurgia possa resultar em uma remoção imediata e completa da MAV, existem riscos dependendo do tamanho e da localização da malformação. A MAV deve ser ressecada em bloco, pois a ressecção parcial provavelmente causará hemorragia grave. O tratamento preferido para as MAVs de Spetzler-Martin graus 1 e 2 em pacientes jovens e saudáveis é a ressecção cirúrgica, devido ao risco relativamente pequeno de danos neurológicos em comparação com o alto risco de hemorragia ao longo da vida. As MAVs de grau 3 podem ou não ser passíveis de cirurgia. As MAVs de graus 4 e 5 geralmente não são tratadas cirurgicamente.

### Radiocirurgia
A radiocirurgia tem sido amplamente utilizada em pequenas MAVs com sucesso considerável. O Gamma Knife é um aparelho usado para aplicar com precisão uma dosagem controlada de radiação no volume do cérebro ocupado pela MAV. Embora esse tratamento não exija incisão e craniotomia (com seus próprios riscos inerentes), podem se passar três ou mais anos até que os efeitos completos sejam conhecidos, período durante o qual os pacientes correm o risco de sangramento. A obliteração completa da MAV pode ou não ocorrer após vários anos, e pode ser necessário repetir o tratamento. A radiocirurgia, por si só, não é isenta de riscos. Em um grande estudo, nove por cento dos pacientes apresentaram sintomas neurológicos transitórios, incluindo dor de cabeça, após a radiocirurgia para a MAV. Entretanto, a maioria dos sintomas foi resolvida e a taxa de sintomas neurológicos em longo prazo foi de 3,8%.

### Terapia neuroendovascular
A embolização é realizada por neurorradiologistas intervencionistas e a oclusão dos vasos sanguíneos é mais comumente obtida com copolímero de etileno e álcool vinílico (Onyx) ou n-butil cianoacrilato. Essas substâncias são introduzidas por um cateter guiado por radiografia e bloqueiam os vasos responsáveis pelo fluxo sanguíneo para a MAV. A embolização é usada com frequência como adjuvante da cirurgia ou do tratamento com radiação. A embolização reduz o tamanho da MAV e, durante a cirurgia, reduz o risco de sangramento. Entretanto, a embolização sozinha pode obliterar completamente algumas MAVs. Em fístulas intranidais de alto fluxo, balões também podem ser usados para reduzir o fluxo, de modo que a embolização possa ser feita com segurança.

### Riscos
Um estudo clínico controlado inédito realizado pelo Institutos Nacionais de Saúde e pelo Instituto Nacional de Distúrbios Neurológicos e Derrame concentra-se no risco de acidente vascular cerebral ou morte em pacientes com uma MAV que se submeteram ou não à erradicação intervencionista. Os primeiros resultados sugerem que o tratamento invasivo de MAVs não rompidas tende a produzir resultados piores do que o controle terapêutico (médico) dos sintomas. Devido à taxa de eventos experimentais mais alta do que a esperada (por exemplo, acidente vascular cerebral ou morte), a inscrição de pacientes foi interrompida em maio de 2013, enquanto o estudo pretendia acompanhar os participantes (durante um período planejado de 5 a 10 anos) para determinar qual abordagem parece produzir melhores resultados em longo prazo.

## Prognóstico
O principal risco é a hemorragia intracraniana. Esse risco é difícil de quantificar, pois muitos pacientes com MAVs assintomáticas nunca procuram atendimento médico. As MAVs pequenas tendem a sangrar com mais frequência do que as maiores, o oposto dos aneurismas cerebrais. Se ocorrer uma ruptura ou um incidente de sangramento, o sangue pode penetrar no tecido cerebral (hemorragia cerebral) ou no espaço subaracnóideo, localizado entre as bainhas (meninges) que envolvem o cérebro (hemorragia subaracnóidea). O sangramento também pode se estender para o sistema ventricular (hemorragia intraventricular). A hemorragia cerebral parece ser a mais comum. Um estudo de longo prazo (acompanhamento médio superior a 20 anos) de mais de 150 MAVs sintomáticas (apresentando sangramento ou convulsões) constatou que o risco de hemorragia cerebral é de aproximadamente 4% ao ano, um pouco mais alto do que os 2% a 4% observados em outros estudos. Quanto mais cedo uma MAV aparecer, maior a probabilidade de causar hemorragia ao longo da vida; por exemplo, (assumindo que 3% ao ano é o risco de hemorragia), o risco de hemorragia cerebral é de aproximadamente 3% ao ano. Por exemplo, (supondo um risco anual de 3%), uma MAV que surge aos 25 anos de idade indica uma chance de 79% de hemorragia ao longo da vida, enquanto uma que surge aos 85 anos indica apenas 17% de chance. As MAVs rompidas são uma fonte significativa de morbidade e mortalidade; após uma ruptura, até 29% dos pacientes morrem, sendo que apenas 55% conseguem viver de forma independente.

## Epidemiologia
A incidência anual da nova taxa de detecção de MAVs é de aproximadamente 1 por 100.000 por ano. A prevalência pontual em adultos é de aproximadamente 18 por 100.000. As MAVs são mais comuns em homens do que em mulheres, embora em mulheres a gravidez possa iniciar ou piorar os sintomas devido ao aumento do fluxo e do volume sanguíneo que ela geralmente traz. Há uma preponderância significativa (15-20%) de MAVs em pacientes com telangiectasia hemorrágica hereditária (síndrome de Osler-Weber-Rendu).